# Satz von Moise
Im mathematischen Teilgebiet der geometrischen Topologie besagt der Satz von Moise, der von Edwin E. Moise im Jahr 1952 bewiesen wurde, dass jede topologische 3-Mannigfaltigkeit eine eindeutige stückweise lineare Struktur und eine eindeutige glatte Struktur besitzt.
Der Satz von Moise gilt nicht in vier Dimensionen und darüber: Es gibt topologische 4-Mannigfaltigkeiten ohne stückweise lineare Struktur oder mit unendlich vielen nicht zueinander äquivalenten stückweise linearen Strukturen.

## Referenzen
- Moise, Edwin E. (1952), "Affine structures in 3-manifolds. V. The triangulation theorem and Hauptvermutung", Annals of Mathematics, Second Series, 56: 96–114, https://doi.org/10.2307/1969769, https://www.jstor.org/stable/1969769
- Moise , Edwin E. (1997), Geometric topology in dimensions 2 and 3, Berlin, New York: Springer-Verlag, ISBN 978-0-387-90220-3, MR 0488059